# Marion Isbert
Marion Isbert (Vallendar, 25 februari 1964) is een voormalig voetbalspeelster uit Duitsland.

## Interlands
Isbert speelde 52 maal voor het Duits voetbalelftal, onder andere op het WK in China. In 1989 en 1991 werd ze Europees Kampioen met het Duits nationale elftal.
- Gemeinsame Normdatei: 1051176921
- Virtual International Authority File: 309561382